# Win Percy
Winston "Win" Percy, född 28 september 1943 i Tolpuddle är en brittisk racerförare.
Percy tävlade huvudsakligen i standardvagnsracing och blev brittisk mästare tre år i rad 1980-1982. Han har även vunnit Spa 24-timmars två gånger och Bathurst 1000 km en gång.